# Euploea locupletior
Euploea locupletior är en fjärilsart som beskrevs av Hans Fruhstorfer 1899. Euploea locupletior ingår i släktet Euploea och familjen praktfjärilar. Inga underarter finns listade i Catalogue of Life.